# مملكة شامباساك
مملكة شامباساك (1707-1946) تقع مملكة شامباساك بجنوب لاوس حاليا وبعد تفكك مملكة لان ساكنغ انشقت المملكة وازدهرت المملكة في القرن الثامن عشر حتي ضعفت وخضعت للحكم التابع لمملكة سيام كمملكة تابعة لسيام حتي خضعت للأستعمار الفرنسي الذي ضمها لاحقا الي لاوس.

## قائمة ملوك شامباساك
- نوكاساد [الإنجليزية] 1713–37
- ساياكوماني [الإنجليزية] 1737-91
- فاي نا [الإنجليزية] 1791–1811
- نو مونج [الإنجليزية] 1811
- مانوي 1813–19
- شاو هاوس يو فينتيان 1819–26
- هوي 1826–41
- نارك 1841–51
- نارك 1851–52
- بوا 1852–56
- اعتراها 1856–58
- خام ناي [الإنجليزية] 1863–1900
- خام ناي راتساداناي [الإنجليزية] 1900–4